# Tridax coronopifolia
Tridax coronopifolia là một loài thực vật có hoa trong họ Cúc. Loài này được (Kunth) Hemsl. miêu tả khoa học đầu tiên năm 1881.